# Brent Morin
Brent Morin (South Windsor, 31 agosto 1986) è un attore statunitense.
È noto per aver interpretato Justin Kearney nella sitcom della NBC Undateable.

## Biografia
Morin è nato a South Windsor, nel Connecticut: i genitori sono entrambi insegnanti di inglese di una scuola superiore del centro città. Morin ha un fratello maggiore, che era un pianista da concerto, e un fratello minore, che è un medico. Si è diplomato alla South Windsor High School. È di origini irlandesi e italiane.
Morin si trasferì a Los Angeles a 18 anni per studiare in una scuola di cinema al Columbia College di Hollywood. Sebbene si sia laureato in cinematografia, Morin ha iniziato a recitare in cabaret e alla fine ha deciso che era quello che ciò voleva fare. Morin ha affermato di riconoscere Albert Brooks e Woody Allen come sue principali ispirazioni. Dopo la laurea, ha lavorato come assistente di produzione con Conan O'Brien nel The Tonight Show con Conan O'Brien sulla NBC e ha continuato con Conan su TBS. È passato dall'essere un assistente alla produzione dell'ufficio generale a diventare l'assistente alla produzione del set e sostituto di Andy Richter. Morin è apparso regolarmente come cabarettista in spettacoli con The Comedy Store, The Improv e Laugh Factory, e in varie tournée negli Stati Uniti.
Morin ha anche recitato nella serie televisiva della NBC di Bill Lawrence Undateable, una sitcom multi-camera con un pubblico dal vivo. Morin ha interpretato Justin Kearney, il proprietario del Black Eyes Bar e il romantico compagno di stanza senza speranza di Danny, interpretato da Chris D'Elia. Nel 2018, è apparso nella seconda stagione di The Standups di Netflix, eseguendo uno speciale di mezz'ora.

## Filmografia

### Televisione
- Brooklyn Nine-Nine - serie TV, 1 episodio (2014)
- The McCarthys - serie TV, 1 episodio (2014)
- Ground Floor - serie TV, 2 episodi (2014)
- Undateable - serie TV, 36 episodi (2014-2016)
- The Standups - serie TV, 1 episodio (2018)
- Buon quel che vi pare (Merry Happy Whatever) - serie TV, 8 episodi (2019)